# Galáxia Anã de Grus II
A Galáxia Anã de Grus II é uma galáxia satélite da Via Láctea e faz parte do Grupo Local, foi descoberta no ano de 2015. Encontra-se na constelação de Grus, localizada a 53 kpc da Terra. É classificada como uma galáxia anã esferoidal (dSph) o que significa que ela tem uma forma aproximadamente arredondada com um raio de cerca de 0,19 kpc.